# Astragalus kongurensis
Astragalus kongurensis es una especie de planta del género Astragalus, de la familia de las leguminosas, orden Fabales.

## Distribución
Astragalus kongurensis se distribuye por China.

## Taxonomía
Fue descrita científicamente por Podlech. Fue publicada en Pakistan J. Bot. 42(Sp. Issue): 31 (fig. 3) (2010).